# مهار سیل

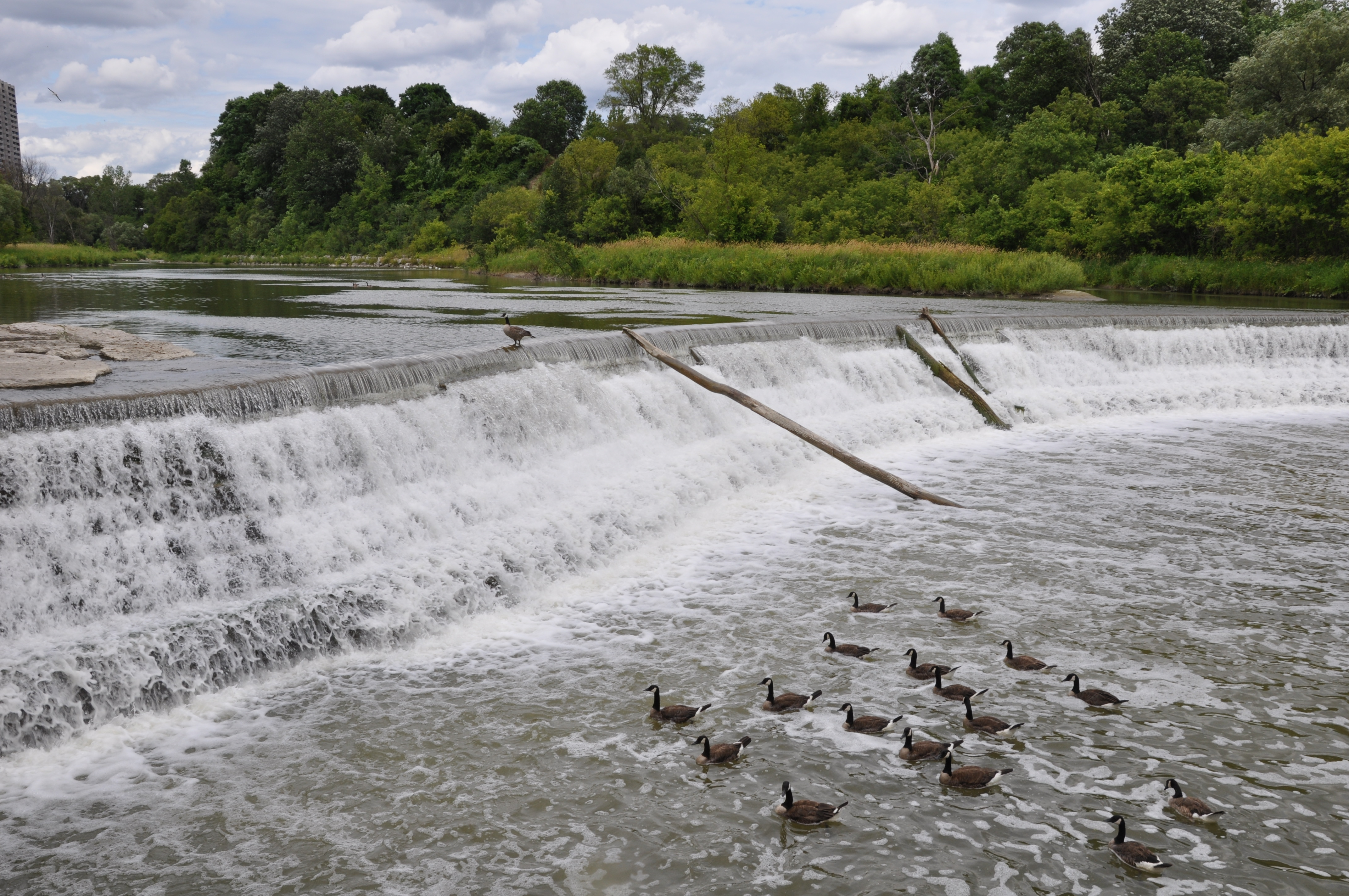
سرریز ساخته شده بر روی رود هامبر (انتاریو) برای جلوگیری از وقوع سیل ویرانگر

مهار سیل (انگلیسی: Flood control) مجموعه روشهایی است که برای کاهش یا جلوگیری از اثرات مخرب سیل انجام می‌گیرد.

## دلایل وقوع سیل

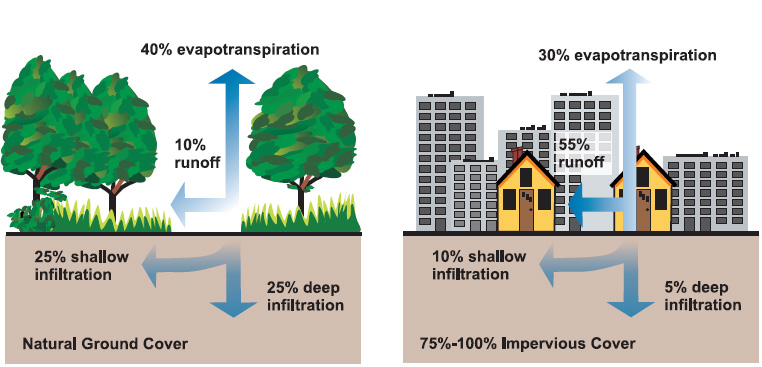
رابطهٔ بین سطوح نفوذ ناپذیر و رواناب سطحی

سیل در اثر عوامل مختلف مانند بارش شدید باران، ذوب سریع برف‌ها، وزش باد شدید بر روی یک گسترهٔ آبی، جزرومد شدید، سونامی یا شکست سد، خاکریز یا هر گونه مخزن آبگیر دیگر رخ می‌دهد. افزایش سطوح نفوذناپذیر توسط فعالیت‌های انسانی یا عوامل طبیعی مانند آتش‌سوزی‌های وسیع که سبب کاهش سطح پوشش گیاهی می‌شوند، موحب تشدید سیل می‌گردند. وقوع سیل به صورت متناوب سبب تشکیل دشت سیلابی در مجاورت رودخانه می‌شود. 
در زمان بارش، بخشی از آب در برکه‌ها یا خاک جمع شده، بخشی توسط پوشش گیاهی جذب شده، مقداری از آن تبخیر شده و مابقی به صورت رواناب سطحی جاری می‌گردد. سیل زمانی رخ می‌دهد که برکه‌ها، دریاچه‌ها، بستر رودخانه‌ها، خاک و پوشش گیاهی توانایی جذب تمامی آب اضافی را نداشته باشند. این روند با فعالیت‌های انسانی مانند خشک کردن تالاب‌ها، یا روسازی سطوحی که در حالت طبیعی آب را جذب می‌کنند، شدت می‌گیرد. از آنجا که این حجم آب اضافی از ظرفیت طبیعی کانال رودخانه‌ها، برکه‌ها و مخازن ساخت بشر فراتر است، در خارج از آن‌ها جاری می‌گردد. سیلی که به‌طور سریع و بدون نشانه‌های اولیه ایجاد شود، سیل ناگهانی نامیده می‌شود. سیل ناگهانی معمولاً در اثر بارش شدید بر روی یک حوضهٔ آبی کوچک، یا سطحی که از بارش قبلی اشباع شده باشد، شکل می‌گیرد.